# Arthur Augustus Allen
Pour les articles homonymes, voir Allen.
 (septembre 2019).
Si vous disposez d'ouvrages ou d'articles de référence ou si vous connaissez des sites web de qualité traitant du thème abordé ici, merci de compléter l'article en donnant les références utiles à sa vérifiabilité et en les liant à la section « Notes et références ».
Arthur Augustus Allen, né le 28 décembre 1885 à Buffalo dans l'État de New York et mort le 17 janvier 1964 à Ithaca, est un ornithologue américain.

## Biographie
Il est le fils de Daniel Williams Allen et d’Anna née Moore. Il fait ses études au Buffalo High School et à l'université Cornell où il obtient son Bachelor of Arts en 1907, son Master of Arts en 1908 et son Ph. D. en 1911. Sa thèse s’intitule The Red-Winged Blackbird : A Study in the Ecology of a Cattail Marsh (Le carouge à épaulettes : une étude écologique d’un marais à joncs) qui lui vaut une grande réputation[réf. nécessaire]. Il dirige de 1911 à 1912 une expédition en Colombie avant d’être nommé instructeur en zoologie de 1912 à 1916 à l’université de Cornell.
Allen se marie avec Elsa Guerdrum en 1913, union dont naîtront cinq enfants. Sa femme obtient également un doctorat à Cornell et poursuit une brillante carrière[réf. nécessaire] d’historienne de l’ornithologie. Arthur poursuit sa carrière à Cornell et est professeur assistant de 1916 à 1926, professeur de 1926 à 1953. Après sa retraite, il est conférencier pour la National Audubon Society de 1953 à 1959.
Allen fait paraître un rapport sur la formation ornithologique en 1933 sous le titre de Fifty Year’s Progress of American Ornithology, 1883-1933. Il se consacre à la promotion de l’étude des oiseaux auprès d’un large public, tant par ses livres, ses films ou ses conférences. Son Book of Bird Life (1930, réédité en 1961) constitue une bonne[réf. nécessaire] introduction sur l’ornithologie. Il conduit également des études pionnières sur l’enregistrement des chants d’oiseaux en 1929 qui aboutissent au premier enregistrement sur phonographe de chants en 1932. Le laboratoire d’ornithologie de Cornell devient une entité autonome en 1955. Allen est le fondateur de la Wildlife Society en 1936 qu’il dirige de 1938 à 1939.
On estime que plus de 10 000 étudiants suivront ses cours, dont plus de 100 jusqu’au niveau le plus haut, l’université de Cornell étant la seule, de 1920 à la fin des années 1950, à offrir un doctorat en ornithologie. Il joue un rôle considérable dans la découverte de l’ornithologie par des générations de professionnels comme d’amateurs[réf. nécessaire].